# Danh sách Phật trong Phật giáo

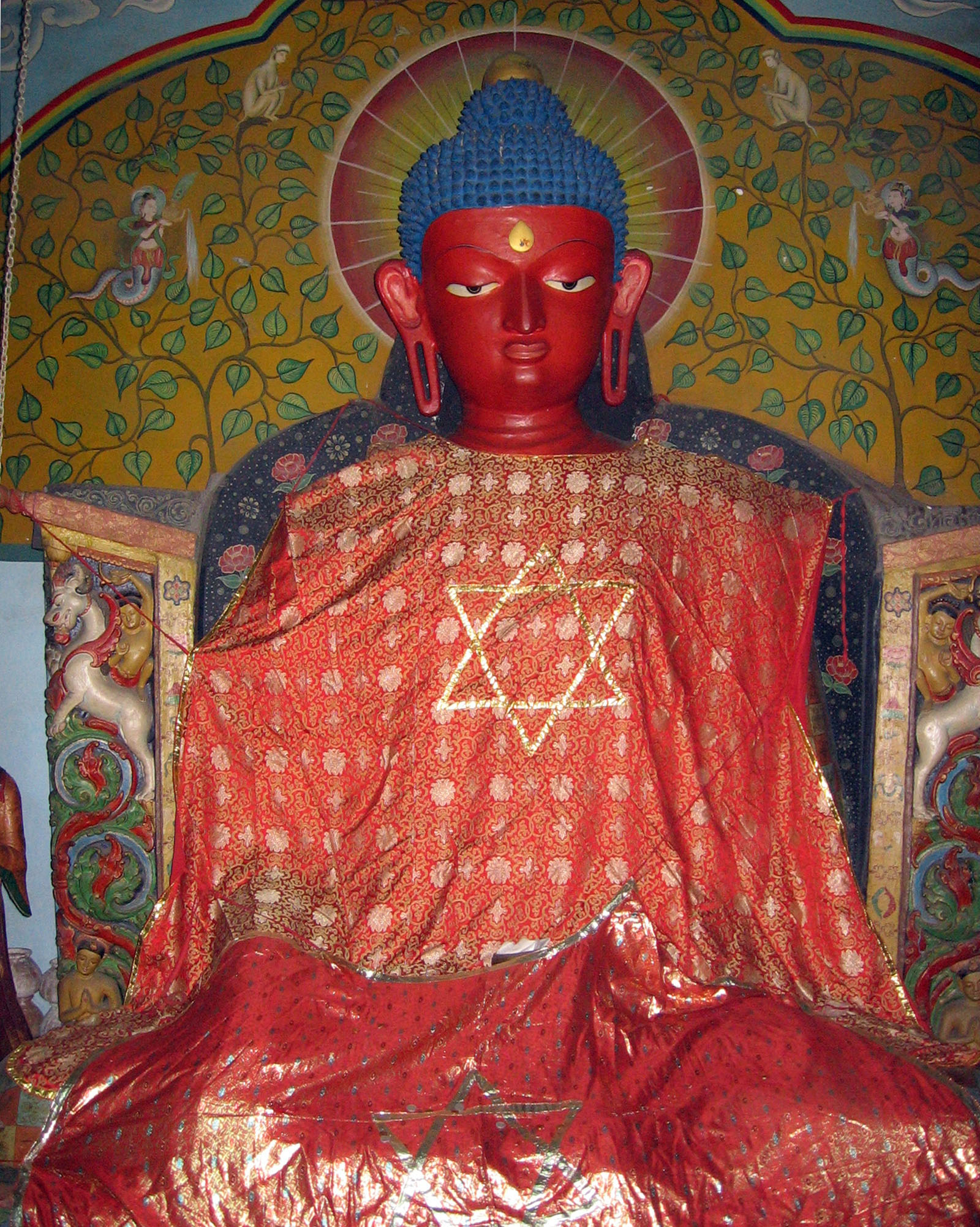
Tượng đá của Đức Phật Akshobhya ở Kathmandu.

Đây là danh sách các nhân vật lịch sử, đương đại và huyền thoại mà ít nhất một trường phái Phật giáo coi là một vị Phật.
- Bất Động Minh Vương
- Phật-Adi
- Akshobhya
- Phật A-di-đà, Chính đức phật của Phật giáo Tịnh độ
- Amoghasiddhi
- Phật Dược Sư
- Phật Di Lặc
- Phật Dpankara
- Ngũ trí Như Lai
- Phật Thích-ca Mâu-ni
- Phật Kakusandha
- Phật Kassapa
- Phật Koṇāgamana
- Lokeśvararāja
- Nairatmya
- Nichiren, Đức Phật của Ngày Luật Lệ (Dòng dõi Nikko)
- Phật Padumuttara
- Liên Hoa Sinh
- Bảo Sanh Như Lai
- Satyanama
- Thiện Tử Phật
- Đa La Bồ Tát Độ
- Tonpa Shenrab Miwoche
- Đại Văn Như Lai, hiện thân của Pháp thân
- Kim Cang Trì
- Vajrayogini
- Yeshe Tsogyal